# Естаді-Монтіліві
«Естаді Муніципаль де Монтіліві» (ісп. Estadi Municipal de Montilivi) — багатофункціональний стадіон у Жироні, Іспанія, домашня арена ФК «Жирона».
Стадіон відкритий 1970 року на місці футбольного поля, яке експлуатувалося тут ще з 1920-х років. У ході реконструкції 2011 року встановлено потужність 9286 глядачів, які забезпечені окремими сидячими місцями. Рекорд відвідування зафіксований у 1970-х роках під час матчу «Жирони» проти «Барселони». Тоді за матчем спостерігало 25 000 глядачів.
У 2017 році, після виходу «Жирони» до вищого дивізіону, було розпочато реконструкцію арени з приведення її до вимог ліги. Роботи планується завершити до початку сезону 2017—2018. Згідно з проєктом реконструкції, передбачається оновлення системи освітлення, розширення медіацентру та встановлення потужності арени 15 000 глядачів. Природний газон вирішено замінити на гібридне покриття.